# Len Cariou

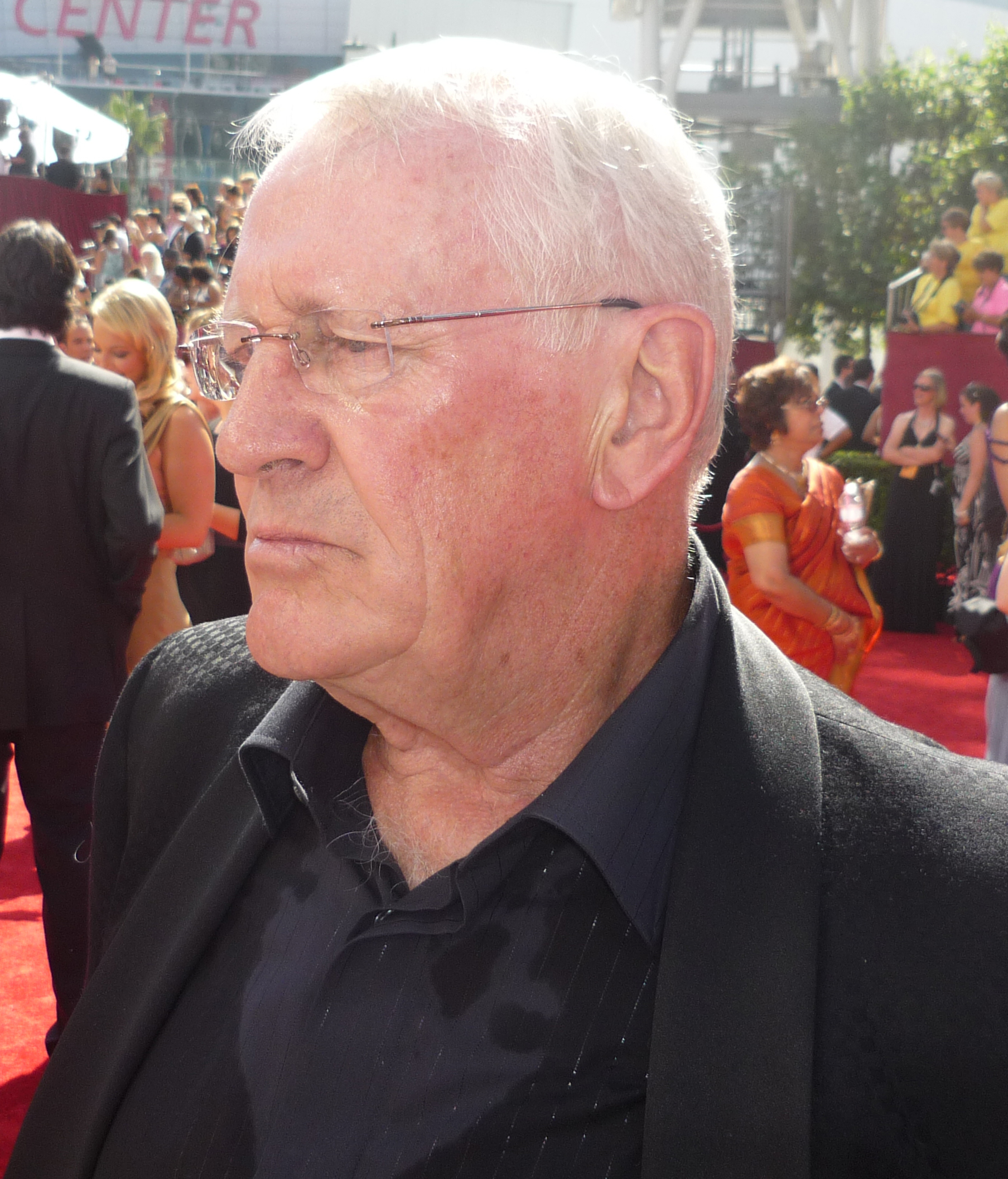
Len Cariou bei der Emmy-Verleihung 2009

Leonard Joseph „Len“ Cariou (* 30. September 1939 in Winnipeg, Manitoba) ist ein kanadischer Schauspieler und Komponist.

## Leben
Cariou begann seine Karriere am Theater seiner Heimatstadt Winnipeg, wo er seit 1958 am von ihm mitbegründeten Manitoba Theatre Centre auftrat.
Seit Ende der 1960er Jahre lebte er in der Nähe von New York City und war seither verstärkt am Broadway und auch Off-Broadway zu sehen. 1979 wurde er für seine Darstellung der Titelrolle in der Originalproduktion des Musicals Sweeney Todd mit einem Tony Award ausgezeichnet.
Seit Mitte der 1960er Jahre war Cariou auch in Film- und Fernsehproduktionen zu sehen. Von 1985 bis 1992 spielte er wiederkehrend die Figur Michael Haggarty in der Krimiserie Mord ist ihr Hobby. Cariou verkörpert seit dem Jahr 2010 in der Fernsehserie Blue Bloods – Crime Scene New York die Rolle des pensionierten Polizeipräsidenten Henry Reagan. 2019 stellte er in der Netflix-Miniserie When They See Us den New Yorker District Attorney Robert M. Morgenthau dar.

## Privates
Len Cariou war in den 1970er Jahren mit Glenn Close liiert; danach heiratete er Patricia Otter, aus der Ehe ging eine Tochter hervor. Von 1975 bis 1978 war er mit Susan Barbara Kapilow verehelicht; nach der Scheidung heiratete er am 25. Oktober 1986 Heather Summerhayes.

## Filmografie (Auswahl)
- 1977: Einer allein (One Man)
- 1977: Das Lächeln einer Sommernacht (A Little Night Music)
- 1978: Drying Up the Secrets
- 1978: Who’ll Save Our Children? (Fernsehfilm)
- 1979: The Great Detective (Fernsehserie, Episode 1x08)
- 1981: Vier Jahreszeiten (The Four Seasons)
- 1984: Louisiana (Fernsehfilm)
- 1985: … und fanden keinen Ausweg mehr (Surviving: A Family in Crisis, Fernsehfilm)
- 1985–1992: Mord ist ihr Hobby (Murder, She Wrote, Fernsehserie, sieben Episoden)
- 1986: Des Teufels Spiegelbild (Fernsehfilm)
- 1988: Die phantastische Reise ins Jenseits (Lady in White)
- 1990: Chicago Soul (Fernsehserie, Episode 1x11)
- 1992: Bradburys Gruselkabinett (The Ray Bradbury Theater, Fernsehserie, Episode 6x04)
- 1993, 1996, 2008: Law & Order (Fernsehserie, drei Episoden)
- 1993: Erdbeben in der Bucht von San Francisco (Miracle on Interstate 880, Fernsehfilm)
- 1993: Der Seewolf (The Sea Wolf, Fernsehfilm)
- 1994: Kamikaze College (Getting In)
- 1994: Der Abenteurer und das Biest (Love on the Run, Fernsehfilm)
- 1995: Never Talk To Strangers – Spiel mit dem Feuer (Never Talk to Strangers)
- 1995, 2000: Outer Limits – Die unbekannte Dimension (The Outer Limits, Fernsehserie, 2 Episoden)
- 1996: Einsame Entscheidung (Executive Decision)
- 1996: The Summer of Ben Tyler (Fernsehfilm)
- 1997: Star Trek: Raumschiff Voyager (Star Trek: Voyager, Fernsehserie, Episode 3x15)
- 1999: Practice – Die Anwälte (The Practice, Fernsehserie, Episode 3x15)
- 1999: Skrupellos gehandelt – Babies gegen Bares (Border Line, Fernsehfilm)
- 1999: Agenten des Todes (In the Company of Spies, Fernsehfilm)
- 2000: D.C. (Fernsehserie, Episode 1x01)
- 2000: Nürnberg – Im Namen der Menschlichkeit (Nuremberg, Fernsehserie, Episode 1x01)
- 2000: Thirteen Days
- 2002: About Schmidt
- 2004: Das geheime Fenster (Secret Window)
- 2005: Das größte Spiel seines Lebens (The Greatest Game Ever Played)
- 2006: Flags of Our Fathers
- 2007: CSI: Den Tätern auf der Spur (CSI: Crime Scene Investigation, Fernsehserie, Episode 7x15)
- 2007: Zimmer 1408 (1408)
- 2008: News Movie (The Onion Movie)
- 2008: Army Wives (Fernsehserie, Episode 2x12)
- 2009: Blut, Schweiß und Tränen (Into the Storm, Fernsehfilm)
- 2010: Damages – Im Netz der Macht (Damages, Fernsehserie, fünf Episoden)
- 2010–2024: Blue Bloods – Crime Scene New York (Fernsehserie, 293 Episoden)
- 2012: Mankells Wallander: Der Feind im Schatten (schwedisch-deutsche Fernsehserie)
- 2013: Prisoners
- 2015: Spotlight
- 2018: Death Wish
- 2018: Bumblebee
- 2019: When They See Us (Miniserie, drei Episoden)

## Auszeichnungen

### Nominierung
- 1992: Gemini Award als Bester Hauptdarsteller für Monkeyhouse
- 2009: Emmy Award als Bester Nebendarsteller für In the Storm

### Gewonnen
- 1977: Etrog als Bester Hauptdarsteller für One Man
- 1979: Tony Award für seine Rolle in dem Musical Sweeney Todd